# Tuvá en la Segunda Guerra Mundial

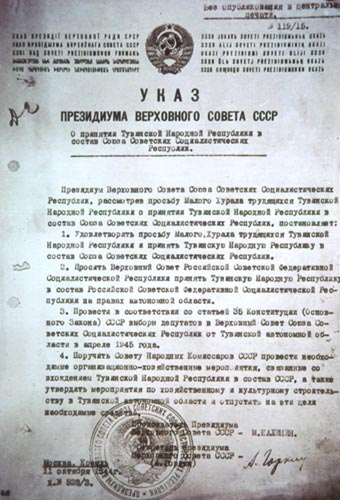
Decreto del Presídium del Sóviet Supremo de la URSS sobre la incorporación de Tuvá a la URSS como óblast autónomo, 1944.

La República Popular de Tuvá (Tannu Tuvá hasta 1926) entró en la Segunda Guerra Mundial en el bando de los Aliados poco después de que la Alemania nazi invadiese la Unión Soviética, rompiendo el pacto de no agresión entre la Unión Soviética y el Tercer Reich.
Las fuerzas voluntarias tuvanas participaron en las batallas del frente oriental como parte de las formaciones del Ejército Rojo de Obreros y Campesinos. El 14 de octubre de 1944, la República Popular de Tuvá se incorporó a la Unión Soviética, convirtiéndose en la RASS de Tuvá. Desde ese momento, los tuvanos participaron en las hostilidades hasta el fin de la Segunda Guerra Mundial como ciudadanos de la Unión Soviética.

## Antecedentes

### Formación de la República Popular de Tuvá
Hasta 1912, Tuvá, en aquel entonces conocida como Tannu Urianjái, estaba gobernada por la dinastía Qing. Tras la revolución de Xinhai en China, que terminó en 1913, los noyones (príncipes tuvanos) pidieron en repetidas ocasiones al zar ruso Nicolás II que estableciera un protectorado ruso en Tuvá. El 4 de abril de 1914, el zar dio su consentimiento oficial para aceptar los territorios tuvanos en el Imperio ruso como protectorado, tras lo cual Tuvá, llamada el krai de Urianjái, fue anexionada a la provincia de Yeniséi.
Durante el breve período en que Tuvá formó parte del Imperio ruso, el Gobierno zarista llevó a cabo una política extremadamente prudente en su territorio, al igual que en otras regiones nacionales de Siberia oriental, con el fin de evitar la proliferación de la influencia china, japonesa y mongola sobre ellas.
En 1919, en plena Guerra Civil, la cúpula bolchevique prohibió categóricamente que partes del Ejército Rojo estuvieran en el territorio del krai de Urianjái, que ya no solo se ordenó que siguiese siendo autónomo, sino que se pensaba declarar su independencia si las fuerzas probolcheviques llegaban al poder. En agosto de 1921, después de que las fuerzas del Ejército Rojo derrotasen a los remanentes de la división asiática del barón von Ungern-Sternberg, se produjo una revolución popular en Tuvá, calurosamente acogida y respaldada por la Rusia soviética. Entre el 13 y el 16 de agosto, se celebró en la aldea de Sug-Bazhy Tyndaskin el Jural Constituyente de toda Tuvá de nueve kozhuunes, que proclamó la formación de la República Popular de Tannu Tuvá y adoptó la primera constitución tuvana.

### Relaciones soviético-tuvanas
A pesar de la independencia política de iure de la República Popular de Tannu Tuvá, el país dependía de la RSFS de Rusia. Así, la delegación soviética, que estaba presente en el Jural Constituyente de toda Tuvá, insistió en fijar en una resolución especial la disposición según la cual la política exterior de la República Popular de Tannu Tuvá debía actuar "bajo el auspicio de la RSFS de Rusia".
En enero de 1923, se definió por fin la frontera soviético-tuvana. Ese mismo año, se retiró a la división del Ejército Rojo que estaba presente en territorio tuvano, según un acuerdo al que llegaron los Gobiernos de ambos países en 1921.
En verano de 1925, se firmó el «Acuerdo entre la RSFSR y la República Popular de Tannu Tuvá sobre el establecimiento de relaciones cordiales", que reforzó la relación de aliados entre ambos Estados. El contrato lo inició la URSS. El tratado estipulaba que el Gobierno soviético «no considera Tannu Tuvá su territorio y no tiene opinión sobre él». Asimismo, en relación con el interés económico mutuo, la URSS concedió a los ciudadanos tuvanos una serie de beneficios en los ámbitos de la circulación, el comercio y la residencia en territorio soviético y, a los tuvanos que vivían en la URSS, les facilitó el cruce de fronteras en las zonas estrictamente establecidas.
A finales de los años veinte y principios de los treinta, la primera oleada de represiones políticas llegó a Tuvá. Se produjeron a lo largo de toda la década. Según la fiscalía de la República de Tuvá, en la década de 1930, 1286 personas fueron reprimidas en la RPT y, según otra fuente, esa cifra llegó a 1700. Entre las personas sometidas a la represión, al igual que en la URSS, se encontraban muchos estadistas destacados de Tuvá, entre ellos el primer presidente del Consejo de Ministros de la RPT, Mongush Buyan-Badyrgy, y el antiguo presidente del Presídium del Pequeño Jural Donduk Kuular. Se les acusó de ser espías japoneses y de preparar un golpe contrarrevolucionario. El primer secretario del Comité Central del Partido Popular Revolucionario de Tuvá (PPRT), Salchak Toka, que se ganó el beneplácito de la cúpula soviética, fue el instigador principal de las purgas políticas en Tuvá.

### Fuerzas Armadas de Tuvá
En los años treinta, el Imperio del Japón tomó varias medidas agresivas contra China, como la invasión de Manchuria y la creación del Estado títere de Manchukuo, que culminaron en una guerra a gran escala en 1937. El Gobierno tuvano tomó medidas para reforzar su Ejército y el XI Congreso del PPRT, celebrado en noviembre de 1939, dio instrucciones al Comité Central para que equipara completamente al Ejército Popular Revolucionario de Tuvá en los próximos dos o tres años y aumentara la preparación para el combate. Se creó el Ministerio de Asuntos Militares a finales de febrero de 1940, que empezó a equipar de inmediato al Ejército con nuevas armas y equipos, así como a mejorar la instrucción de los oficiales y las unidades militares. La Unión Soviética ayudó a Tuvá en su desarrollo de material y técnico. Los mandos intermedios y superiores del Ejército tuvano se formaron en academias militares soviéticas, como la Academia Militar M. V. Frunze y la Academia de Estado Mayor.

## La guerra
Cuando Alemania y las potencias del Eje lanzaron la invasión de la Unión Soviética el 22 de junio de 1941, el X Gran Jural de Tuvá declaró lo siguiente:

«El pueblo tuvano, dirigido por todo el partido y el Gobierno revolucionarios, sin escatimar sus vidas, está dispuesto a participar de cualquier forma en la lucha de la Unión Soviética contra el agresor fascista hasta la victoria final.»

Se ha documentado a veces que Tuvá le declaró la guerra a Alemania el 25 de junio de 1941, pero las fuentes no son del todo fiables. No obstante, ayudó a la Unión Soviética considerablemente, transfiriendo toda su reserva de oro de ~ 20 000 000 de rublos a la Unión Soviética, con oro adicional extraído de Tuvá por valor de unos 10 000 000 de rublos anuales. Entre junio de 1941 y octubre de 1944, Tuvá suministró al Ejército Rojo soviético 700 000 cabezas de ganado, de las cuales casi 650 000 fueron donadas. Casi todas las familias tuvanas donaron entre 10 y 100 animales (en las familias tuvanas y mongolas, la media de ganado para uso personal era de al menos 130 cabezas). Solo en la primavera de 1944, se entregaron 27 500 vacas tuvanas a la Ucrania liberada. Un telegrama del Consejo Supremo de la RSS de Ucrania para Tuvá destacó que «el pueblo ucraniano, como todos los pueblos de la URSS, agradece enormemente y jamás olvidará la ayuda al frente y las zonas liberadas que el pueblo obrero de la República Popular de Tuvá presta fraternalmente».
Además, Tuvá donó 50 000 caballos de guerra, 52 000 esquíes, 10 000 abrigos, 19 000 pares de guantes, 16 000 botas y 67 000 toneladas de lana, así como varios cientos de toneladas de carne, grano, caros, trineos, monturas y otros bienes por un total de 66 500 000 rublos. Donaron hasta un 90 % de sus bienes. En marzo de 1943, se construyeron diez cazas Yákovlev Yak-7 con fondos recaudados por los tuvanos y se pusieron a disposición de la Fuerza Aérea Soviética.
En marzo de 1943, Tuvá reunió a tripulantes de tanques voluntarios. 11 personas se unieron al Ejército Rojo en mayo de 1943 como parte del 25.º Regimiento de Tanques Independiente del 52.º Ejército del 2.º Frente Ucraniano.
Tuvá también reunió a un escuadrón de 208 voluntarios en septiembre de 1943 para servir en la caballería soviética. El 8 de noviembre, 177 de ellos fueron transferidos al 31.er Regimiento de Caballería de la Guardia de la 8.ª División de Caballería de la Guardia y enviados a Ucrania en diciembre de 1943, donde lucharon en 1944. De los voluntarios, 165 volvieron a casa y 17 fueron condecorados con la Orden de la Gloria por su valentía.